# 勝券天女
勝券天女，是日本純種競賽馬匹。生涯活躍於中距離賽事，曾於2019年勝出花仙錦標。

## 出賽前
2016年3月27日出生於北海道安平町北部牧場，成長途中於一口馬主俱樂部Silk Racing Co. Ltd.進行馬主募集。
其後交由美浦訓練中心練馬師小島茂之訓練。

## 競賽生涯

### 2歲
2018年7月22日出戰函館競馬場2歲新馬戰，比賽初段採取主動戰術下於進佔領放位置，進入直路後繼續維持走勢，最終成功拉開後方3馬位取得首勝。
其後出戰二級賽札幌兩歲錦標，比賽初段維持於中團位置下在對面直路末段開始加速上前。進入直路後，其於先頭位置嘗試加速，可惜未能維持走勢下不斷後退，最終以第七落敗。
11月18日出戰赤松賞，但未能於直路跑出優勢下僅以第五完賽。

### 3歲
2019年首戰為3歲500萬獎金以下條件戰，本次比賽重拾新馬戰時的領放戰術，最終再度於直路逐步彈離對手，以2馬位取得勝利。
其後並未有出戰櫻花賞，而是稍為調整過後出戰花仙錦標。比賽開始後，其隨即因為漏閘而落後，鞍上的騎師戶崎圭太未有急於取位，而是控制其保持於後方等待時機，直至通過首個彎道後才逐步上前。進入直路後，其於中外檔位置展開衝刺，跑出後600米33.2秒的速度下瞬間超越遲放對手，最終在終點前亦成功將追過內欄突圍的影子歌姬，以鼻位優勢贏得首個分級賽冠軍。
5月19日按照計劃出戰優駿牝馬（日本橡樹大賽），賽前取得第六人氣。比賽開始後，其繼續採用花仙錦標時的戰術，穩定地維持於中團位置，並於最後彎道開始抽出外檔望空。進入直路後，其在外檔以於完全望空的姿態開始加速迫近前方，雖然得以跑出不俗的末腳速度，但未能扭轉局勢下敗於唯獨愛你、機伶金花及創世駒取得第四。
進入秋季後，其以玫瑰錦標作為目標，比賽初段維持於中團戰術下於通過彎道時候經已開始發力上前，於對面直路繼續維持走勢下在最後彎道進佔先頭位置。進入直路後，其和同樣透出的野田幻想及沙灘森巴展開爭奪，最終被對手壓制下以第三落敗。
完成玫瑰錦標後，原本以秋華賞作為目標訓練，然而於9月19日的超聲波檢查中被查出左前腳出現韌帶炎，因而避戰並進入休養。而於休養途中，由於獸醫表現完全康復需要1年以上的時間，因而於陣營相關人士商討後，決定安排其退役，並於10月3日取消日本中央競馬會的賽駒註冊。

### 詳細賽績
| 日期       | 舉辦國家 | 馬場 | 距離   | 級別 | 賽事名稱         | 負重 | 騎師     | 馬號 | 出馬 | 名次 | 時間   | 頭馬（二馬）   |
| ---------- | -------- | ---- | ------ | ---- | ---------------- | ---- | -------- | ---- | ---- | ---- | ------ | -------------- |
| 22/7/2018  | 函館     | 日本 | 草1800 |      | 2歲新馬          | 54   | 岩田康誠 | 1    | 13   | 1    | 1:48.3 | （Krasavitsa） |
| 1/9/2018   | 札幌     | 日本 | 草1800 | GIII | 札幌兩歲錦標     | 54   | 田邊裕信 | 10   | 14   | 7    | 1:51.4 | Nishino Daisy  |
| 18/11/2018 | 東京     | 日本 | 草1600 |      | 赤松賞           | 54   | 田邊裕信 | 8    | 12   | 5    | 1:35.0 | 狙敵           |
| 24/2/2019  | 中山     | 日本 | 草1800 |      | 3歲500萬獎金以下 | 54   | 李慕華   | 5    | 12   | 1    | 1:47.9 | （Pele）       |
| 21/4/2019  | 東京     | 日本 | 草2000 | GII  | フローラS        | 54   | 戶崎圭太 | 4    | 18   | 1    | 1:59.5 | （影子歌姬）   |
| 19/5/2019  | 東京     | 日本 | 草2400 | GI   | 優駿牝馬         | 55   | 戶崎圭太 | 12   | 18   | 4    | 2:23.3 | 唯獨愛你       |
| 15/9/2019  | 阪神     | 日本 | 草2400 | GII  | 玫瑰錦標         | 54   | 戶崎圭太 | 8    | 12   | 3    | 1:44.4 | 野田幻想       |

## 退役後
退役後，勝券天女成為了繁殖雌馬，於北海道安平町北部牧場休養，在2020年進行配種。首匹子嗣Alis Victoriae於2021年出生，可於2023年出賽。

### 詳細繁殖資料
| 數目   | 馬名           | 出生年 | 性別 | 父系     | 練馬師           | 馬主               | 戰績                 |
| ------ | -------------- | ------ | ---- | -------- | ---------------- | ------------------ | -------------------- |
| 第一匹 | Alis Victoriae | 2021   | 雌   | 龍王     | 栗東・中內田充正 | Silk Racing Co Ltd | 6戰0冠0亞0季（退役） |
| 第二匹 | Victor Verus   | 2022   | 雄   | 不撓真鋼 | 美浦・宮田敬介   | Silk Racing Co Ltd | 3戰2冠1亞季（現役）  |
| 第三匹 | Pervictor      | 2023   | 雄   | 農神節慶 | 美浦・宮田敬介   | Silk Racing Co Ltd | （出賽前）           |
| 第三匹 | 勝券天女2024   | 2024   | 雄   | 北部玄駒 |                  |                    | （出賽前）           |

## 血統簡介
父系比薩勝駒為日本賽駒，生涯戰績優秀，曾勝出皋月賞及有馬紀念，亦為首匹勝出杜拜世界盃的日本賽駒。祖父新宇宙爲日本賽駒，生涯戰績優秀，曾於2003年奪得皋月賞及日本打吡冠軍，退役後配種成績亦不俗。
母系Black Emblem為日本賽駒，生涯戰績優秀，曾勝出2008年之秋華賞。外祖父戰爭標誌為美國賽駒，生涯戰績彪炳，為美國三冠賽雙冠馬，亦曾勝出赫斯基邀請讓賽。

### 血統表
| 父線：週日寧靜系（Halo系）             |                                  |                  |                |
| 種馬 比薩勝駒 2007年（深棗色）         | 新宇宙 2000年（棗色）            | 週日寧靜         | Halo           |
| 種馬 比薩勝駒 2007年（深棗色）         | 新宇宙 2000年（棗色）            | 週日寧靜         | Wishing Well   |
| 種馬 比薩勝駒 2007年（深棗色）         | 新宇宙 2000年（棗色）            | Pointed Path     | 基斯           |
| 種馬 比薩勝駒 2007年（深棗色）         | 新宇宙 2000年（棗色）            | Pointed Path     | Silken Way     |
| 種馬 比薩勝駒 2007年（深棗色）         | Whitewater Affair 1993年（栗色） | Machiavellian    | 淘金者         |
| 種馬 比薩勝駒 2007年（深棗色）         | Whitewater Affair 1993年（栗色） | Machiavellian    | Coup de Folie  |
| 種馬 比薩勝駒 2007年（深棗色）         | Whitewater Affair 1993年（栗色） | Much too Risky   | Bustino        |
| 種馬 比薩勝駒 2007年（深棗色）         | Whitewater Affair 1993年（栗色） | Much too Risky   | Short Rations  |
| 繁殖雌馬 Black Emblem 2005年（黑色）   | 戰爭標誌 1999年（棕色）          | Our Emblem       | 淘金者         |
| 繁殖雌馬 Black Emblem 2005年（黑色）   | 戰爭標誌 1999年（棕色）          | Our Emblem       | 個人榮譽       |
| 繁殖雌馬 Black Emblem 2005年（黑色）   | 戰爭標誌 1999年（棕色）          | Sweetest Lady    | Lord at War    |
| 繁殖雌馬 Black Emblem 2005年（黑色）   | 戰爭標誌 1999年（棕色）          | Sweetest Lady    | Sweetest Roman |
| 繁殖雌馬 Black Emblem 2005年（黑色）   | Vin de Noir                      | Hector Protetcor | 木人           |
| 繁殖雌馬 Black Emblem 2005年（黑色）   | Vin de Noir                      | Hector Protetcor | Korveya        |
| 繁殖雌馬 Black Emblem 2005年（黑色）   | Vin de Noir                      | Princess d'Elide | Vaguely Noble  |
| 繁殖雌馬 Black Emblem 2005年（黑色）   | Vin de Noir                      | Princess d'Elide | Flashy         |
| 雌系：號族：3-c                        |                                  |                  |                |
| 五代內近親交配：淘金者 4×4×5、Halo 4×5 |                                  |                  |                |

## 命名由來
名字Victoria（ウィクトーリア）就是古羅馬神話中的勝利女神維多利亞，聯想自父系比薩勝駒的名字，香港則採用意譯，以「勝券天女」為翻譯。

## 外部連結
- 勝券天女 netkeiba.com （页面存档备份，存于）
- 血統表 （页面存档备份，存于）